# Dickey Lee
Dickey Lee, född Royden Dickey Lipscomb den 21 september 1936 i Memphis, Tennessee, är en amerikansk countrysångare och låtskrivare, som hade 29 låtar på amerikanska countrylistan 1971 till 1972.
Lee gjorde sin första inspelningar i sin hemstad Memphis för Tampa Records och Sun Records 1957–1958.
Han var med och skrev Tracy Byrds 1995-hit "The Keeper of the Stars" och har skrivit eller co-skrivit låtar till en rad andra artister, inklusive George Strait, Charlie Pride och Reba McEntire.
Lee blev invald i Nashville Songwriters Hall of Fame 1995.

## Diskografi
Album
- 1962 – The Tale of Patches
- 1965 – Laurie and the Girl from Peyton Place
- 1971 – Never Ending Song of Love
- 1972 – Ashes of Love
- 1972 – Baby, Bye Bye
- 1973 – Crying Over You
- 1973 – Sparklin' Brown Eyes
- 1975 – Rocky
- 1976 – Angels, Roses and Rain
- 1979 – Dickey Lee
- 1980 – Again
- 1981 – Everybody Loves a Winner

Singlar (topp 10 på Billboard Hot Country Songs)
- 1971 – "Never Ending Song of Love" (#8)
- 1975 – "Rocky" (#1)
- 1976 – "Angels, Roses and Rain" (#9)
- 1976 – "9,999,999 Tears" (#3)